# 430 km di Autopolis
La 430 km di Autopolis è stata una corsa automobilistica di velocità in circuito, valida per il Campionato mondiale sportprototipi nel 1991.

## Albo d'oro
| Anno | Nome                | Piloti                             | Vettura  | Resoconto |
| ---- | ------------------- | ---------------------------------- | -------- | --------- |
| 1991 | 430 km di Autopolis | Michael Schumacher Karl Wendlinger | Mercedes | Resoconto |